# 陳瀾
陳瀾（1472年—1506年），字本初，北直隸順天府宛平縣民籍，南直隸淮安府山陽縣人，明朝政治人物。

## 生平
弘治八年（1495年）乙卯科順天鄉試第二名舉人，九年（1496年）中式丙辰科會試第一名（會元），一甲第三名進士（探花）。授翰林院編修，參與纂修《大明會典》，弘治十六年（1503年）書成後升修撰，正德元年（1506年）參與纂修《孝宗實錄》，同年病卒。

## 家族
曾祖陳至善；祖父陳貞；父陳顯，母常氏。兄陳洪、陳清，弟陳深、陳潤、陳灝。